# Герб Лукова
Герб Лукова - герб міста у східній Польщі, адміністративного центру Луківського повіту Люблінського воєводства. 

## Опис
У червоному полі чорний ведмідь із золотою королівською короною над ним. 

## Символіка
Підставою для надання місту герба з бурим ведмедем є справа про кордон між Луковом та двома сусідніми селами, Рижками та Січішками, між якими лежать болота «Ведмежий луг». 
Ця назва вказує на те, що це була територія мешкання ведмедів, саме тому Лукову було надано герб з ведмедем. Герб не має зв’язку з назвою міста, де за помилковою легендою один із польських королів вбив ведмедя луком  руху під час полювання у лісах. Золота корона над головою тварини нагадує, що в минулому Луків був королівським містом. 

## Історія герба
Герб міста був прийнятий у листопаді 1920 р. На прохання міського голови. Товариство охорони пам’яток історії надіслало міському голові копію герба, засвідчивши, що герб є найточнішою копією збірки. Дизайн герба був затверджений тодішньою міською радою. 
31 липня 2003 р. Було підтверджено зображення герба, зразком якого було додаток 3 до Статуту міста Лукова. 
У 2018 році після кількох років зусиль і робіт було розроблено новий малюнок герба. Автор нового герба, прапора міста, офіційної печатки з гербом, транспарантом та ланцюгами мера Лукова та голови міської ради Лукова - Генрік Серока. Постанова про прийняття нового герба та інших знаків міських рад була прийнята 18 вересня 2018 року. 